# Mimosa leonardii
Mimosa leonardii är en ärtväxtart som beskrevs av Joseph Nelson Rose och Emery Clarence Leonard. Mimosa leonardii ingår i släktet mimosor, och familjen ärtväxter. Inga underarter finns listade i Catalogue of Life.